# 写生珍禽图
《写生珍禽图》卷是宋徽宗赵佶所作的水墨纸本写生花鸟画，现藏于上海龙美术馆。

## 描述
《写生珍禽图》共由十二段组成，装裱为长卷，全长525厘米。每一段旁皆有清乾隆帝题写的图名，分别为“杏苑春声”、“薰风鸟语”、“薝匐栖禽”、“蕣花笑日”、“碧玉双栖”、“淇园风暖”、“白头高节”、“翠篠喧晴”、“疏枝唤雨”、“古翠娇红”、“原上和鸣”、“乐意相关”。卷上还钤有宋代玺印，乾隆帝、嘉庆帝收藏玺印以及梁清标、梁清寯、安岐收藏印鉴。

## 传承经过
《写生珍禽图》在宋人邓椿《画继》、元人夏文彦《图绘宝鉴》中有记载。清初时曾由梁清标、安岐收藏，后经安岐入清内府，并被收录于《石渠宝笈》。此后该画卷的流传经过不详。1930年，日本富商藤井善助在上海买下此卷，并入藏他创办的藤井有邻馆。1942年，于非闇曾临摹过此卷。2002年，中国嘉德从藤井有邻馆征集到了这一作品并在当年的嘉德春拍上拍卖。当时参与竞拍的包括台湾藏家林百里、北京故宫博物院等。最终，比利时藏家盖伊·尤伦斯以2530万元人民币拍下该画作，并创下当时中国书画拍卖的最高纪录。七年之后，尤伦斯决定出售此作品。2009北京保利拍卖会上，上海藏家刘益谦最终以5510万元人民币、加上佣金成交价6171.2万元人民币的价格竞得《写生珍禽图》，并将其收藏于他创办的龙美术馆。此后，香港藏家黄君寔将其收藏的《写生珍禽图》卷后原长尾甲与张大千题跋赠予刘益谦。

## 真伪之辨
著名书画鉴定家徐邦达、谢稚柳曾分别作《宋徽宗赵佶亲笔画与代笔画的考辨》、《宋徽宗赵佶全集序言——赵佶的亲笔画与御题画》研究宋徽画亲笔画与代笔画的区别，两文皆认为《写生珍禽图》为宋徽宗亲笔画。2000年前右，该作品由委托人送至中贸圣佳拍卖。拍卖公司请徐邦达鉴定，徐当时认为该画是赝品，主要基于画上缺少宋徽宗“天下一人”画押。中贸圣佳也因此未将该作品上拍。2002年，该作又委托中国嘉德拍卖。徐邦达再度鉴定时则收回之前说法，表示此作应是真迹，并认为这是宋徽宗19岁继位之前所画，故没有“天下一人”画押。启动、傅熹年等也认为此卷为宋徽宗真迹。但上海书画院院长陈佩秋（谢稚柳夫人）、美术史学家陈传席等学者则认为该画为伪作。